# Ананасова Лоліта Володимирівна
Лоліта Володимирівна Ананасова (нар. 9 липня 1992) — українська спортсменка, що виступає в синхронному плаванні. Триразова бронзова призерка чемпіонатів світу з водних видів спорту (2013, 2015). Дворазова переможниця та багаторазова призерка чемпіонатів Європи з водних видів спорту. Заслужений майстер спорту України.

## Життєпис
Освіта вища, закінчила Харківську державну академію фізичної культури. Одружена.

## Спортивна кар'єра
Перший тренер — Вікторія Ткаченко.
ЧС-2013 — 3-є місце (група, комбінована група).
ЧС-2015 — 3-є місце (дует).
ЧЄ-2014 — 1-е місце (комбінована група), 2-е місце (група, дует).
ЧЄ-2016 — 1-е місце (група), 2-е місце (дует, комбінована група).
Заявлена у складі збірної України на літні Олімпійські ігри у Ріо-де-Жанейро.

### Виступи на Олімпіадах
| Олімпіада | Дисципліна                 | Результат | Місце |
| Ріо 2016  | Синхронне плавання дует    | 186,6357  | 4     |
| Ріо 2016  | Синхронне плавання команда | 188,608   | 4     |